# 張國宗
張國宗（16世紀—1653年），字長卿，江西撫州府金谿縣人，明朝、南明、清朝政治人物。

## 生平
張國宗是天啟四年（1624年）江西鄉試舉人，崇禎四年（1634年）中會試副榜，授嘉魚教諭，陞諸城知縣，諸城經歷流賊攻打而殘破，他安撫招集民眾賴以安寧，曾派捕官解餉入京時遇上盜賊，捕官說：「這是諸城的糧餉。」賊人都逃遁。之後他調任安溪知縣，陞泉州同知，入清朝改任推官，貢生王元家被土官誣陷，知府沒有察覺，他查清事實令一家三十六人毋須處死；楊廷麟的長女七歲被士兵擄走，他贖回女孩撫養成人，不久海寇包圍泉州一年，他多方捍禦才令城池保全，很快轉為大同陽和同知，流寇到府界就說：「這是張公管轄地方。」不敢侵犯，總督孟喬芳特薦他，授江南參議，但詔令剛下達他已去世。

## 引用
1. 1 2  道光《金谿縣志·卷十一·宦業》：張國宗，字世美，橫源人，舉天啟四年鄉試，崇禎四年會試副榜，授湖廣嘉魚教諭，陞山東諸城知縣，諸城經賊殘敗，撫綏招集民賴以安，嘗差捕官解餉赴部遇盜，捕官曰：「此諸城餉也。」賊皆遁去。旋擢泉州推官，貢生王元家為土弁誣陷，太守不察，坐一家三十六人辟將決，國宗廉其實盡出之，清江楊機部長女年七齡為兵所擄，國宗贖回撫之成人，擇名家子配焉，值海寇圍城一載，國宗多方捍禦城獲全。尋轉山西大同陽和同知，寇抵界則曰：「此張公所轄也。」遂不犯，總制特薦有江南參議之命，命甫下旋卒於官。 舊志
2. ↑  錢海岳《南明史·卷四十八·列傳第二十四》：（隆武）時下游疆吏：……張國宗，撫州東鄉人，天啟四年舉於鄉，安溪知縣遷泉州同知。